# Zodwa Selele

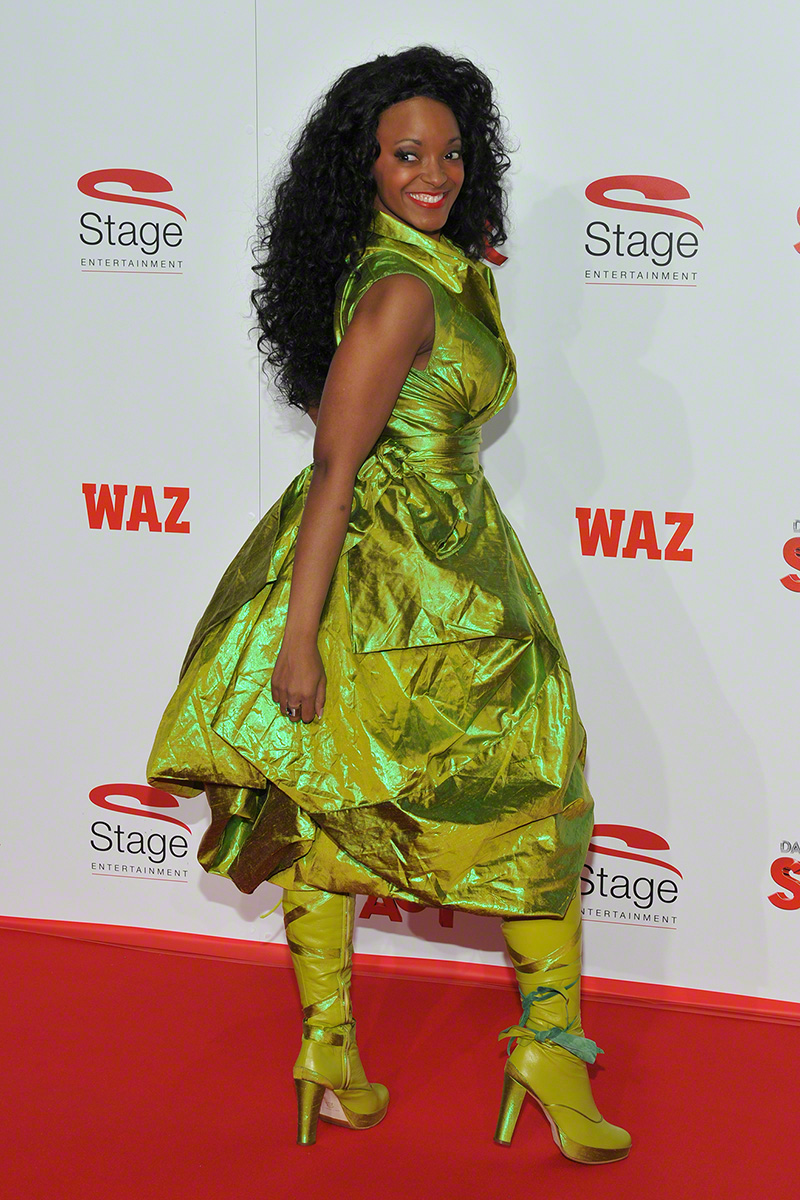
Zodwa Selele (2013)

Zodwa Selele (* 3. Januar 1978 in Hof (Saale)) ist eine deutsche Musicaldarstellerin, Sängerin, Synchronsprecherin und Schauspielerin mit südafrikanischen Wurzeln.

## Leben
Zodwa Selele wurde am 3. Januar 1978 in Hof/Saale geboren. Ihre ersten Erfahrungen auf der Bühne hatte sie im evangelischen Kinderchor im Kindergartenalter. Eigenen Angaben zufolge war sie in allen Schulaufführungen wie Theateraufführungen und im Schulchor dabei.
Selele arbeitete zunächst als Wirtschaftskorrespondentin, bevor sie mit einem Vollstipendium an der Joop van den Ende Academy studierte, welches sie als Diplom-Musicaldarstellerin abschloss. Vor ihrem Abschluss spielte sie ihre ersten Rollen. Entdeckt wurde sie von Hardy Rudolz und Perrin Manzer Allen. Letzterer wurde auch ihr Mentor.

### Musical und Theater
Ihre erste Rolle hatte sie von 2002 bis 2003 im Ensemble in der Tourproduktion des Tourneetheaters Landgraf High Society. Des Weiteren spielte sie die Titelrolle in Elton Johns Aida sowie die Rollen Margie/Barlady in Ray Charles, Nala in Der König der Löwen, Dynamite in Hairspray und eine Rolle in Hautnah.
Im Jahr 2010 wurde sie, ausgewählt von Whoopi Goldberg, Darstellerin der Hauptrolle Deloris van Cartier im Musical Sister Act und trat bis 2015 in Hamburg, Stuttgart und Oberhausen in dieser Rolle auf.
Seit Herbst 2015 spielt sie die Rolle der Sheila im Musical Hair im Capitol in Mannheim, 2016 die der Brunhild in Frank Nimsgerns Der Ring im Theater Hof sowie die der Oda Mae Brown in Ghost im Landestheater Linz und von 2017 bis 2018 spielte sie die Rolle Nicki Marron in Bodyguard im Stuttgarter Palladium.
Danach spielte sie in My Fair Lady die Rolle der Eliza Doolittle bei den Luisenburg-Festspielen und in On the Town die der Hildy Esterhazy in der Musikalischen Komödie.
Auch trat sie schon in der Laeiszhalle und im Logensaal der Hamburger Kammerspiele auf.

### Film und Fernsehen
In den Folgen 137 und 138 der Telenovela Hand aufs Herz vom 15. bis 18. April 2011 spielten Selele und ihr Musicaldarstellerkollege Tetje Mierendorf, der ebenfalls zur Besetzung von Sister Act gehörte, sich selbst.
Ihr Spielfilmdebüt hatte Zodwa Selele als Alabama im Fernsehfilm Schief gewickelt, der am 27. September 2012 im ZDF das erste Mal ausgestrahlt wurde.
Im Fernsehfilm Dimitrios Schulze, der am 2. Februar 2017 im Ersten erstmals im Fernsehen ausgestrahlt wurde, spielte sie an der Seite von Adam Bousdoukos Abeo, die Freundin des titelgebenden Rechtsanwalts.
Seit 2007 war Selele zu Gast in mehreren Fernsehsendungen, unter anderem im ZDF-Fernsehgarten, bei Wetten, dass..?, bei Spiegel TV Wissen und bei Willkommen bei Carmen Nebel.

### Synchronisation
In der US-amerikanischen Musical-Animationsserie Centaurworld des Streamingdienstes Netflix übernahm sie 2021 die Synchronrolle von Waterbaby, welche im Original von Renée Elise Goldsberry gesprochen wird.

## Soziales Engagement
Seit 2010 ist Selele Botschafterin der NCL-Stiftung. 2015 sang sie für UNICEF Deutschland den offiziellen Song als Vertreterin des Gastlandes Südafrika.

## Auszeichnungen
- 2011: „Beliebteste Darstellerin“ für die Rolle Deloris van Cartier in Sister Act – Fachzeitschrift Musicals

## Filmografie
- 2011: Hand aufs Herz (Fernsehserie, SAT.1)
- 2012: Schief gewickelt (Fernsehfilm, ZDF)
- 2014: 2close2u (Spielfilm)
- 2016: Dimitrios Schulze (Fernsehfilm, ARD, Degeto, SWR)
- 2021: Der Fichtelgebirgskrimi - Impfdrutschala (Spielfilm)
- 2023: Die Q ist ein Tier

## Sprecherrollen
- 2021: Renée Elise Goldsberry als Waterbaby in Centaurworld (Musical-Animationsserie)

## Diskografie
- 2004: The Christmas Song - Joop van den Ende Academy - Merry Christmas - Stage
- 2011: Sister Act - Ein Himmlisches Musical - Stage
- 2013: The Best Of Musical Hits - Sony Music